# Medeltredingens kontrakt

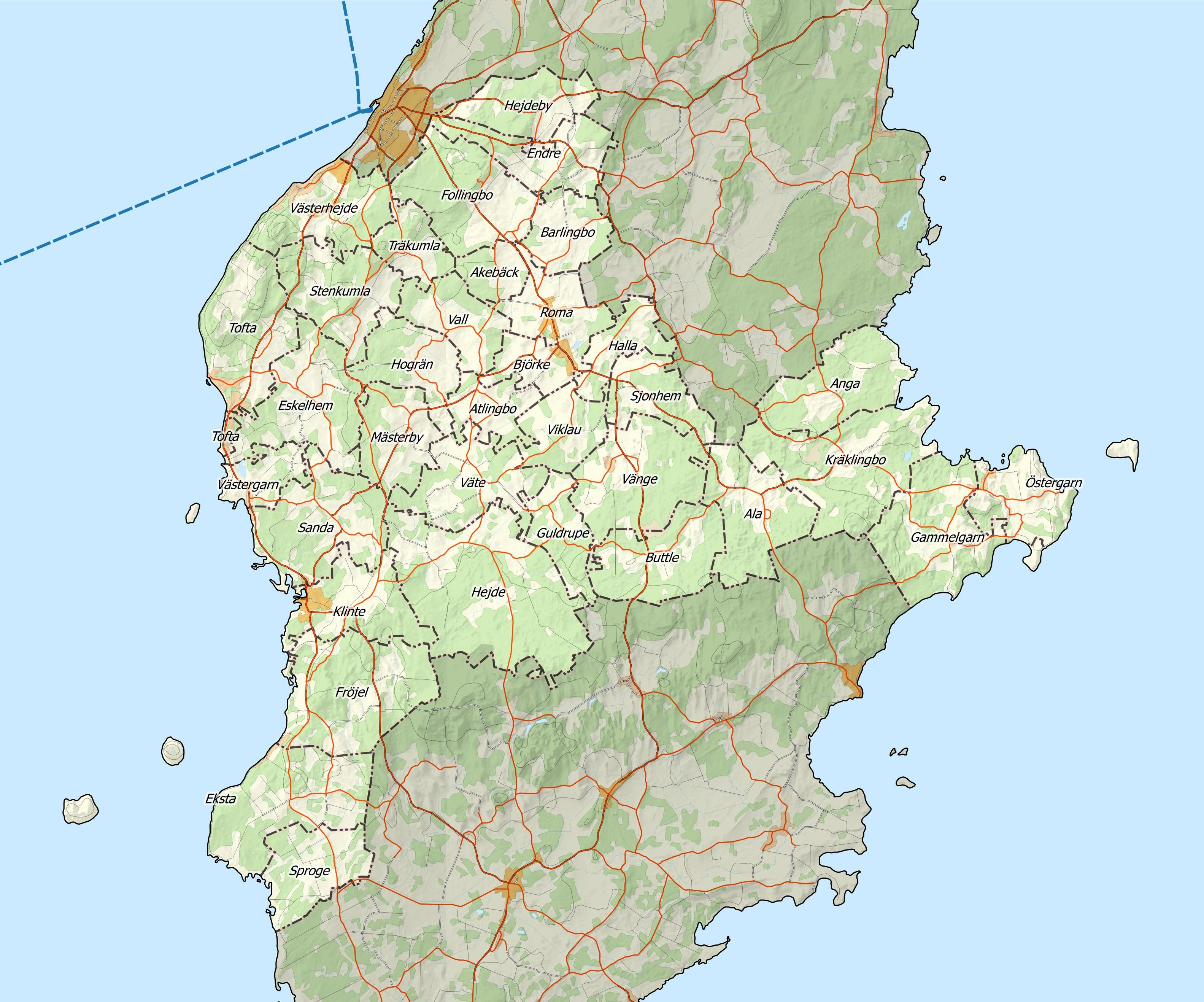
Medeltredingens kontrakt med distrikt.

Medeltredingens kontrakt är ett kontrakt i Visby stift på Gotland.
Kontraktskoden är 1202.

## Administrativ historik
Kontraktet fanns som prosteri under medeltiden och omfattade då 33 socknar/församlingar. Sedan Bara socken/Församling 1882 uppgick i Hörsne socken/församling återstod 32. Även Roma kloster låg inom kontraktets område. 
Efter församlingssammanslagningar ingår 2011 följande pastorat och församlingar:
- Eskelhems pastorat med Eskelhem-Tofta församling och Vall, Hogrän och Atlingbo församling
- Stenkumla församling.
- Roma pastorat med Roma församling, Björke församling, Follingbo församling, Akebäcks församling, Barlingbo församling, Endre församling och Hejdeby församling.
- Östergarns församling.
- Vänge församling.
- Klinte pastorat med Klinte församling, Fröjels församling, Eksta församling, Sproge församling, Sanda, Västergarn och Mästerby församling, Hejde församling och Väte församling.

År 2015 tillfördes Dalhems församling från Nordertredingens kontrakt och Romaklosters pastorat bildades av pastoraten Roma, Östergarn, Vänge och Dalhem.

## Kontraktsprostar
| Ämbetstid | Namn           | Levnadstid | Övrigt |
| --------- | -------------- | ---------- | ------ |
| 2004–2016 | Staffan Beijer | 1951–      | [ 2 ]  |